# اولین شارما
اولین شارما (انگلیسی: Evelyn Sharma؛ زادهٔ ۱۲ ژوئیهٔ ۱۹۸۶) یک هنرپیشه و مدل هندی-آلمانی است.
او در فیلم قضیه بودار است بازی کرده‌است.

## فیلم‌شناسی
فهرست برخی از فیلم‌هایی که اولین شارما در آنها بازی کرده‌است:

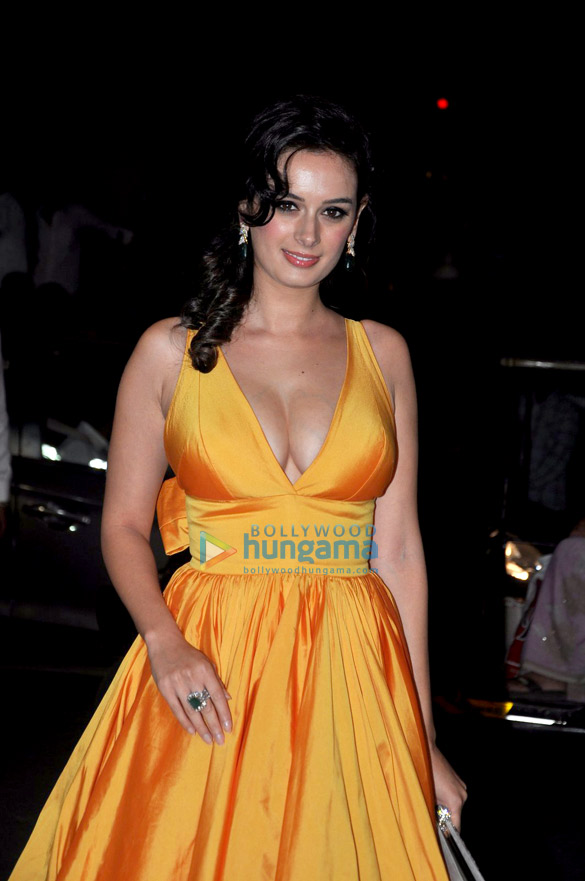

- قضیه بودار است
- وقتی هری سجال رو پیدا کرد
- دوستی
- برادر فوق‌العاده
- ساهو
- حقه لعنتی!